# Orquestra Sinfônica Metropolitana de Tóquio
A Orquestra Sinfônica Metropolitana de Tóquio é uma das mais representativas orquestras do Japão. A orquestra foi fundada em 1965 pelo Governo Metropolitano de Tóquio, para comemorar os Jogos Olímpicos em 1964. Tradicionalmente, a orquestra apresenta obras de Gustav Mahler. 

## Maestros
- Eliahu Inbal (2008–atualmente)
- James DePreist (2005–2008)
- Gary Bertini (1998–2005)
- Kazuhiro Koizumi (1995–1998)
- Hiroshi Wakasugi (1986–1995)
- Jean Fournet (1983–1986)
- Moshe Atzmon (1978–1983)
- Akeo Watanabe (1972–1978)
- Tadashi Mori (1967–1972)
- Heinz Hofmann (1965–1967)